# Dawn of Iron Blades
Dawn of Iron Blades è il decimo album dei Graveland pubblicato nel 2004. Parte dei testi sono stati scritti da Garhard III del gruppo pagan metal Woodtemple.

## Tracce
1. Iron in the Fog – 9:29
2. Semper Fidelix – 9:28
3. Immortal Bloodline – 11:21
4. To the North of Rubicon – 7:29
5. Crown Heroic My Departure – 7:39
6. While I Ride with the Valkyries - 6:04

## Formazione
- Rob Darken - Tutti gli strumenti, voce